# The Family Fang
The Family Fang (bra: Desafiando a Arte; prt: Cenas de Família) é um filme estadunidense de 2015, dirigido por Jason Bateman, baseado no livro homônimo de Kevin Wilson.

## Sinopse
Dois irmãos, Baxter e Annie fang retornam à sua casa de família em busca de seus pais famosos que desapareceram.

## Elenco
- Jason Bateman ... Baxter Fang
- Nicole Kidman ... Annie Fang
  - Taylor Rose ... Annie Fang (com 18 anos)
  - Mackenzie Smith ... Annie Fang (com 13 anos)
- Christopher Walken ... Caleb Fang
- Maryann Plunkett ... Camille Fang
- Frank Harts ... Oficial Dunham
- Josh Pais ... Freeman
- Grainger Hines ... Xerife Hale
- Robbie Tann ... Arden
- Michael Chernus ... Kenny
- Gabriel Ebert ... Joseph
- Eddie Mitchell ... Lucas
- Patrick Mitchell ... Linus

## Recepção
As primeiras resenhas do Festival Internacional de Cinema de Toronto (TIFF) elogiaram o filme e o desempenho de Kidman.
No agregador de críticas dos Estados Unidos, o Rotten Tomatoes, na pontuação onde a equipe do site categoriza as opiniões da  grande mídia e da mídia independente apenas como positivas ou negativas, o filme tem um índice de aprovação de 83% calculado com base em 83 comentários dos críticos. Por comparação, com as mesmas opiniões sendo calculadas usando uma média aritmética ponderada, a nota alcançada é 6.6/10 que é seguida do consenso: "Performances em camadas de Nicole Kidman e do diretor-estrela Jason Bateman adicionam profundidade extra ao olhar nitidamente observado de The Family Fang sobre a disfunção doméstica".
Em outro agregador de críticas também dos Estados Unidos, o Metacritic, que calcula as notas das opiniões usando somente uma média aritmética ponderada de determinados veículos de comunicação em maior parte da grande mídia, o filme tem 28 avaliações da imprensa anexadas no site e uma pontuação de 67 entre 100, com a indicação de "revisões geralmente favoráveis".